# Turbo-Hauserbasen
Bei Turbo-Hauserbasen handelt es sich um Magnesiumamidhalogenide (Hauserbasen), die stöchiometrische Mengen Lithiumchlorid enthalten. Diese gemischten Mg/Li-Amide des Typs R2NMgCl⋅LiCl finden in der organischen Chemie als nicht-nucleophile Basen für Metallierungsreaktionen an aromatischen und heteroaromatischen Substraten Verwendung. Verglichen mit ihren lithiumchloridfreien Vorfahren haben Turbo-Hauserbasen eine erhöhte kinetische Basizität, exzellente Regioselektivität, hohe Toleranz gegenüber funktionellen Gruppen und eine bessere Löslichkeit.

## Darstellung
Typischerweise werden Turbo-Hauserbasen durch die Reaktion eines Amins mit einer Grignardreagenz oder durch Mischen eines Lithiumamids mit stöchiometrischen Mengen MgCl2 hergestellt.

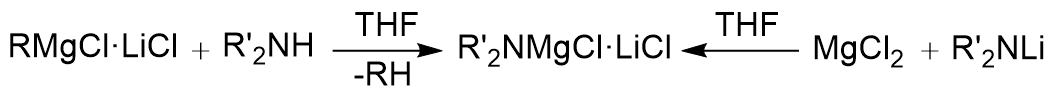
Typische Darstellungen von Turbo-Hauserbasen

Zu den gebräuchlichsten Turbo-Hauserbasen gehören iPr2NMgCl·LiCl (iPr-Turbo-Hauserbase) und TMPMgCl·LiCl (TMP-Turbo-Hauserbase, auch als Knochel-Hauserbase bezeichnet (TMP = 2,2,6,6,Tetramethylpiperidino)).

## Struktur
Bisher sind noch nicht viele Strukturen von Turbo-Hauserbasen bekannt. Generell lässt sich allerdings sagen, dass sie in Lösung eine komplexe Temperatur- und Konzentrationsabhängigkeit aufweisen. Aus diesem Grund ist es nicht einfach Hauserbasen und ihre Turbo-Varianten zu kristallisieren.

### Festkörperstruktur
Die iPr-Turbo-Hauserbase kristallisiert als dimeres, amidoverbrücktes Kontaktionenpaar. Der TMP-Ligand  hat hingegen einen höheren sterischen Anspruch, was die Dimerisierung hindert. Aus diesem Grund kristallisiert die TMP-Turbo-Hauserbase als monomeres Kontaktionenpaar. In beiden Fällen koordiniert das Lithiumchlorid an das Magnesiumamid.
|  |  |  |

### Struktur in Lösung
Obwohl der Einsatz von Turbo-Hauserbasen gut bekannt ist, hält sich das Wissen über ihr Verhalten in Lösung in Grenzen. Ein Grund für diesen Informationsmangel liegt in dem komplexen Verhalten, dass sie in Lösung zeigen. 2016 konnten Neufeld et al. mittels Diffusion-Ordered Spectroscopy (DOSY) zeigen, dass bei Raumtemperaturen und hohen Konzentrationen (0.6 M) auch in Lösung die dimere Festkörperstruktur [iPr2NMgCl·LiCl]2 vorliegt. Bei niedrigeren Konzentrationen liegt das Gleichgewicht hingegen auf der Seite der monomeren Spezies. Sowohl die monomere als auch die dimere Spezies zeigen eine co-Koordiation des Lithiumchlorids. Bei Temperaturen von unter −50 °C wird das Lithiumchlorid vom Magnesiumamid abgespalten, sodass ein stabiles [LiCl]2-Dimer vorliegt, das von vier THF-Molekülen solvatisiert wird.

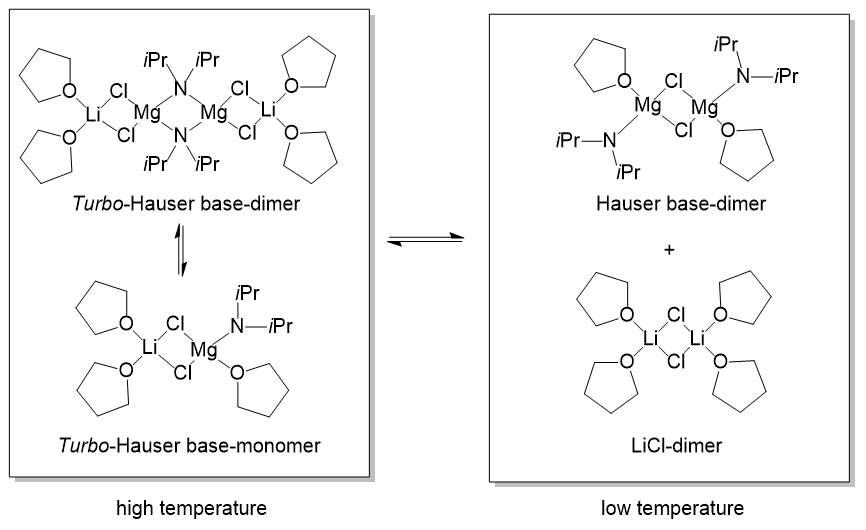
Das Verhalten der iPr-Turbo-Hauserbase in einer THF-Lösung bei hohen Temperaturen (links) und tiefen Temperaturen (rechts)

Bei der TMP-Turbo-Hauserbase liegt in THF-Lösung hingegen unabhängig von der Konzentration und der Temperatur fast vollständig die Festkörperstruktur vor. Aufgrund des hohen sterischen Anspruchs der TMP-Liganden und seiner flexiblen Rotation in Lösung wird das THF-Molekül vom Magnesiumkation abgespalten, was zu einer freien Koordinationsstelle an selbigem führt und die erhöhte Reaktivität und Selektivität von TMPMgCl·LiCl erklären könnte.

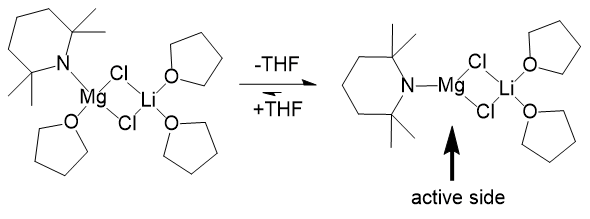
Das Verhalten der TMP-Turbo-Hauserbase in einer THF-Lösung

Knochel et al. haben vorgeschlagen, dass das Lithiumchlorid die Reaktivität von Turbo-Grignard des Typs RMgCl·LiCl (R = Alkyl, Aryl or Vinyl) dadurch erhöhen, dass sie dem reaktiven bimetallischen Monomer einen Magnesiatcharakter im Sinne eines lösungsmittelgetrennten Ionenpaars [Li(THF)4]+ [RMg(THF)Cl2]− geben. Im Falle der oben genannten Turbo-Hauserbasen, in denen die Alkylgruppe der Grignardreagenz durch eine Amidogruppe (R = R'2N−) ersetzt wurde, konnte diese Hypothese allerdings nicht bestätigt werden, da [Li(THF)4]+ nicht beobachtet wurde.

## Reaktivität
Im Gegensatz zu Turbo-Grignardverbindungen, die für hocheffiziente Br/Mg Austauschreaktionen verwendet werden, finden Turbo-Hauserbasen als effektive Deprotonierungsreagenz von funktionalisierten Aromaten Verwendung. Nach der Deprotonierung kann das intermediäre Produkt (ein Turbo-Grignard) selektiv durch die Zufuhr eines Elektrophils (zum Beispiel I2 oder -CHO) funktionalisiert werden.

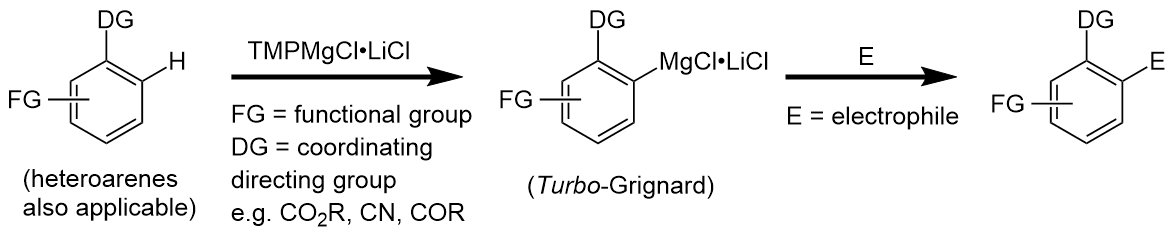
Generelles Schema einer Reaktion mit einer Turbo-Hauserbase (FG = funktionelle Gruppe, DG = dirigierende Gruppe (zum Beispiel CO_{2}R, CN, COR))

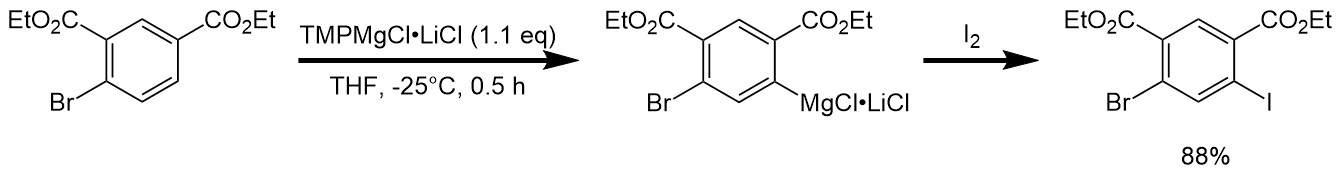
Deprotonierung eines Aryls mit funktionellen Gruppen, die gegenüber Basen empfindlich sind, und anschließende Funktionalisierung mit I_{2} führt zu dem gezeigten Benzolderivat in 88 %iger Ausbeute

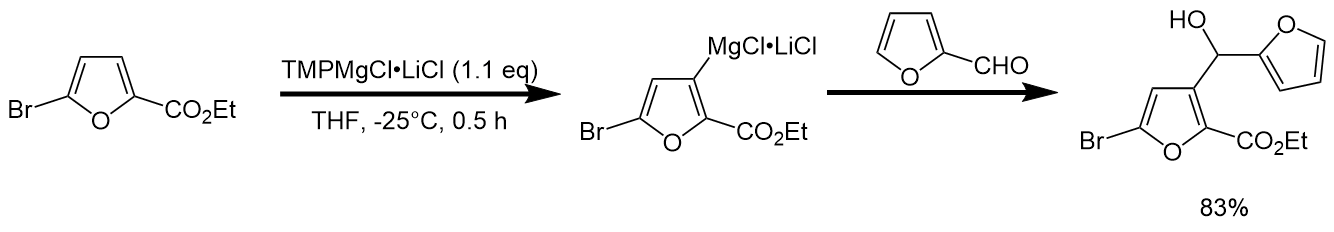
Die selektive Metallierung eines Furans und anschließenden Addition eines Aldehyds führt mit 83 %iger Ausbeute zu dem gezeigten Alkohol.

Turbo-Hauserbasen werden genau wie lithiumorganische Verbindungen als Metallierungs- und Deprotonierungsreagenzien verwendet. Viele lithiierte Verbindungen sind allerdings nur bei tiefen Temperaturen (zum Beispiel −78 °C) stabil oder es kann zu konkurrierenden Additionsreaktionen wie der Tschitschibabin-Reaktion kommen. Im Gegensatz dazu haben die Magnesiumverbindungen kovalentere und dadurch weniger reaktive Metall-Ligand-Bindungen. Außerdem wird der gesamte Magnesium-Amid-Komplex durch das Lithiumchlorid stabilisiert. Das führt bei Turbo-Hauserbasen zu einer höheren Toleranz gegenüber funktionellen Gruppen und einer höheren Chemoselektivität bei hohen und niedrigen Temperaturen.
iPr2NMgCl·LiCl zeigt im Vergleich zu TMPMgCl·LiCl teilweise eine unterschiedliche Reaktivität. So zeigten Armstrong et al., dass die TMP-Turbo-Hauserbase Ethyl-3-chlorobenzoat problemlos in der C2-Position metalliert, wohingegen die gleiche Reaktion mit der iPr-Turbo-Hauser zu keiner Metallierung führt. Im Gegensatz dazu kommt es zu einer Additions-Eliminierungsreaktion.

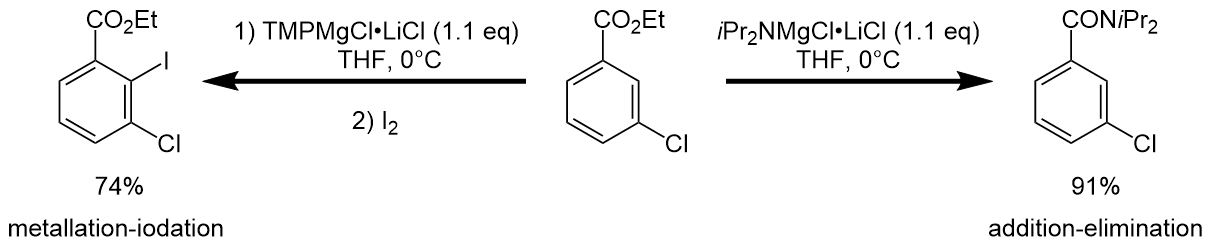
Die Unterschiedliche Reaktivität von TMPMgCl·LiCl und iPr_{2}NMgCl·LiCl

Ein anderer Unterschied konnte von Krasovskiy et al. bei der Deprotonierung von Isochinolin in einer THF-Lösung gezeigt werden. Während die Reaktion mit iPr2NMgCl·LiCl 12 Stunden und 2 Äquivalente der Turbo-Hauserbase benötigt, benötigt die Reaktion mit TMPMgCl·LiCl nur zwei Stunden und 1.1 Äquivalente.

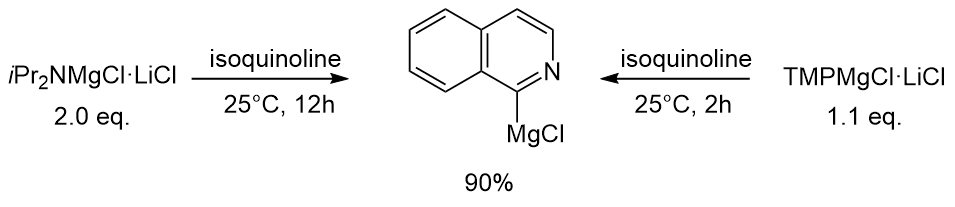
Die unterschiedliche Reaktivität von iPr_{2}NMgCl·LiCl und TMPMgCl·LiCl gegenüber Isochinolin

Auf der einen Seite lässt sich die unterschiedliche Reaktivität auf die höhere kinetische Basizität der TMP-Verbindung gegenüber der homologen iPr-Turbo-Hauserbase erklären. Auf der anderen Seite spielt wahrscheinlich auch das unterschiedliche Verhalten der beiden Verbindungen in Lösung eine Rolle (siehe vorheriges Kapitel). So zeigen in der Organolithiumchemie monomere Spezies die höchste kinetische Aktivität. Das könnte analog erklären, warum die monomere TMP-Turbo-Hauserbase deutlich schneller reagiert als die dimere iPr-substituierte.
Neufeld et al. haben zusätzlich vorgeschlagen, dass die hohe Regioselektivität der von ortho-Deprotonierungesreaktionen bei  TMPMgCl·LiCl mit der räumlichen Nähe in dem Übergangszustandskomplex zwischen dem bimetallischen Aggregat und dem funktionalisierten (hetero)aromatischen Substrat zusammenhängt.

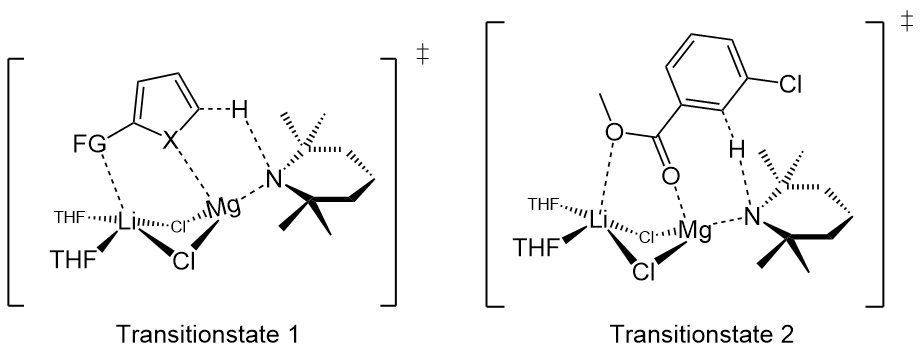
Vorgeschlagene Übergangszustände, die die räumliche Nähe in TMPMgCl·LiCl mediierten Reaktionen verdeutlichen